# كارينا كريستنسن
كارينا كريستنسن (1 يوليو 1973 - ) هي لاعبة كرة قدم دانمركية في مركز الهجوم. شاركت مع منتخب الدنمارك لكرة القدم للسيدات.

## وصلات خارجية
- كارينا كريستنسن على موقع الاتحاد الدولي (مؤرشف)  (الإنجليزية)
- كارينا كريستنسن على موقع قاعدة بيانات كرة القدم.إي يو (الإنجليزية)
- كارينا كريستنسن على موقع عالم كرة القدم.نت (الإنجليزية)